# Orquestra Sinfônica do Alabama
A Orquestra Sinfônica do Alabama ou Orquestra Sinfónica do Alabama é uma orquestra profissional baseada em Birmingham, Alabama.

## História

### 1921-1955 Começo
A Orquestra Sinfônica do Alabama foi fundada em 1921, quando cinquenta e dois músicos voluntários uniram-se para se apresentar no Festival de Música de Birmingham, no Velho Teatro Jefferson. A orquestra não continuou ativa até 1933, quando apresentou seu primeiro concerto forma, na Escola Phillips, sob a direção de Dorsey Whittington.
No dia 23 de Outubro de 1933, a Associação Sinfônica de Birmingham foi oficialmente formada, com J.J. Steiner como presidente. Com um fundo de 7 mil dólares, quatro concertos foram planejados para a primeira temporada. Na temporada 1935-6 a orquestra apresentava-se com 80 músicos e um fundo de 410 mil dólares. Um ensaio completo custada 100 dólares para cada músico e o renomado compositor e pianista Percy Grainger recebia 350 dólares por cada aparição na orquestra, em 1939.
Os concertos sinfônicos continuaram através da década de 1930 com uma aceitação entusiasmada do público, incluindo concertos ao ar livro no Avondale Park, nos domingos a tarde. Em 1942, a orquestra parou seus trabalhos por causa do envolvimento americano na Segunda Guerra Mundial. Após o fim da guerra, a comunidade se interessou pela volta da orquestra, e a Associação Sinfônica continuou seus trabalhos.
Em Abril de 1949, Arthur Bennett Lipkin tornou-se o segundo maestro residente da orquestra. Lipkin era maestro de orquestras do subúrbio da Filadélfia, violinista na Orquestra da Filadélfia e presidente da Liga das Orquestras Americanas. Recomendado por Eugene Ormandy, Lipkin conduziu seu primeiro concerto com a orquestra dia 1º de Novembro de 1949. Esse seguiu mais outros quatro concertos durante a temporada de 1949/50, com DOrsey Whittingotn, o primeiro maestro, aparecendo como solista no Terceiro Concerto para Piano de Beethoven.
Em 1951, a orquestra começou uma associação com o Festival de Artes.

### 1956-1979
Em 1956, a orquestra mudou seu nome para Orquestra Sinfônica de Birmingham e tornou-se totalmente profissional. Até essa mudança acontecer, os artistas ainda eram pagos semanalmente por ensaios e concertos. Nesse período foi fundada a Orquestra Jovem, sob direção de Herbert Levinson, spalla da sinfônica.
Arthur Lipkin retirou-se em 1960 e foi sucedido por Arthur Winograd, que conduziu a orquestra por quatro aos. Antes de se tornar maestro da orquestra, Winograd era professor da Escola de Música Juilliard, e conduziu inúmeras orquestras pelos Estados Unidos e foi membro-fundado do Quarteto de Cordas de Juilliard.
Em 1964, Amerigo Marino foi apontado como novo maestro residente. Marino mudou-se da Carolina do Sul, onde era compositor e maestro da Orquestra da Televisão e Rádio CBS, como também primeiro violinista da Filarmônica de Los Angeles.
O ano de 1966 foi especial para a orquestra. Primeiro ela foi escolhida entre 33 orquestras do pais, para receber um prêmio de 600 mil dólares da Fundação Ford, o que pagaria suas despesas por um período de dez anos e também absorveu a Orquestra Pops de Alabama, tendo Walter Moeck como seu maestro.
A orquestra mudou seu nome para Orquestra Sinfônica de Alabama em 1979, refletindo o suporte popular e reconhecendo o fato de que muitos concertos foram oferecidos por vários locais do país.

### 1980-1993
Sob o comando de Amerigo Marino, a orquestra apresentou-se regularmente no Concert Hall do Centro Cívico Birmingham-Jefferson, residência da orquestra desde 1973.
A orquestra celebrou seu cinquentenário em 1983 com oito séries regulares de concertos, 8 concertos pop, 14 concertos pelo estado de Alabama e um concerto especial com o renomado violinista Isaac Stern.
A temporada 1984/5 foi cancelada pela Associação Sinfônica de Alabama pois não tinham dinheiro suficiente para continuar realizando uma das melhores organizações musicais do Sul. A comunidade respondeu imediatamente. Um Comitê "Salve a Sinfônica" foi formado por homens de negócios, com um agressivo investimento financeiro, de aproximadamente 120 mil dólares. Assim foi assinada um contrato de três anos entre a Associação e os músicos.
Em 1985 Paul Polivnick foi nomeado maestro residente e diretor musical da orquestra, após um ano de procura.
Infelizmente em 1993 a orquestra declarou falência, trazendo um triste fim aos sessenta e cinco anos de história da Sinfônica. Michael McGillivray foi o representante dos outros músicos e aproximou-se dos voluntários Rae Trimmier e Joan Parker, para discutir o futuro da orquestra. Com o combinado dos músicos e voluntários, um plano foi feito para que a orquestra não terminasse assim. Dez mulheres de Birmingham garantiram um empréstimo do SouthTrust Bank para a orquestra.

### 1994-1996
O Comitê das Mulheres votaram para que o nome da orquestra forra Conselho Voluntário Sinfônico e teve a organização ampliada para homens e mulheres. Os líderes de Birmingham  apoiaram financeiramente a orquestra, com fundos estatais e locais e trabalharam com a comunidade para renovar o interesse do novo futuro.
A perspectiva financeira da orquestra melhorou drasticamente quando o Sr. Elton B. Stephens juntou-se aos esforços em 1994 e aceitou o cardo de Presidente do Conselho dos Diretores. Stephens com a ajuda dos voluntários, planejou uma política nova e começou a solicitar doações para construir um 'Fundo Endowment' de 10 milhões de dólares e um Fundo para Operações de 5 milhões de dólares. Esses esforços continuaram na gestão do Dr. Charles A. McCallum, ex-presidente da Universidade do Alabama.

### De 1997 até Hoje
Em apenas quatro anos, a volta da orquestra foi um sucesso. O primeiro concerto da nova Orquestra Sinfônica do Alabama aconteceu dia 11 de Setembro de 1997, sob o comando do Diretor Artístico Adjundo Gustav Meier e o maestro residente Mark Gibson. Uma procura internacional por um novo Diretor Musical começou em 1997, concluíndo na contratação do maestro Richard Westerfield para o posto. Westerfield foi diretor musical da Orquestra Sinfôica de Harrisburg e Maestro Associado a Orquestra Sinfônica de Boston, sob o maestro mundialmente renomado Seiji Ozawa.
Durante os seis anos que Westerfield foi o diretor musical, a orquestra floresceu, sendo reconhecida sob sua excelência artística e estando financeiramente estabilizada. O maestro foi aclamado pela crítica por suas interpretações do repertório clássico, com ênfase em trabalhos corais e trabalhos barrocos.
O atual diretor musical da orquestra é Justin Brown.

## Diretores Musicais
- Justin Brown (2006)
- Richard Westerfield (1997–2004)
- Paul Polivnick (1985–1993)
- Amerigo Marino (1964–1984)
- Arthur Winograd (1960–1964)
- Arthur Bennett Lipkin (1949–1960)
- Dorsey Whittington (1933–1942)